# 스카구치역
스카구치역(일본어: 須ヶ口駅)은 일본 아이치현 기요스시에 위치한 나고야 철도의 철도역이다. 나고야 본선의 소속역이며, 이 역을 기.종점으로 하는 메이테쓰 쓰시마선 등 2개의 노선이 운행중이다. 역 번호는 NH 42이며, 섬식 승강장 2면 4선의 구조를 갖춘 지상역이다.

## 타는 곳
| 1 | ■ 쓰시마 선   | -    | 쓰시마 방면                            |                          |
| 2 | ■ 나고야 본선 | 하행 | 메이테쓰이치노미야 · 메이테쓰기후 방면 |                          |
| 3 | ■ 나고야 본선 | 상행 | 메이테쓰나고야 방면                    | 쓰시마 선으로부터의 직통 |
| 4 | ■ 나고야 본선 | 상행 | 메이테쓰나고야 · 도요하시 방면         | 기후 방면으로부터        |

## 이용 현황
- 2013년 기준 : 7,684명

## 역 주변
- 기요스 시청
- 나고야 철도 신카와 검차구
- 호와 공업

## 인접 역
| 나고야 철도 나고야 본선            | 나고야 철도 나고야 본선 | 나고야 철도 나고야 본선            |
| ---------------------------------- | ----------------------- | ---------------------------------- |
| NH 36 메이테쓰나고야 도요하시 방면 | ■ 특급                  | 고노미야 NH 47 메이테쓰기후 방면   |
| NH 36 메이테쓰나고야 도요하시 방면 | □ 쾌속 급행             | 신키요스 NH 44 메이테쓰기후 방면   |
| NH 37 사코 도요하시 방면           | ■ 급행                  | 신키요스 NH 44 메이테쓰기후 방면   |
| NH 40 후타쓰이리 도요하시 방면     | ■ 준특급                | 신키요스 NH 44 메이테쓰기후 방면   |
| NH 41 신카와바시 도요하시 방면     | ■ 보통                  | 마루노우치 NH 43 메이테쓰기후 방면 |